# دیوید اس. لوئیس
دیوید اس. لوئیس (انگلیسی: David S. Lewis; ۶ ژوئیهٔ ۱۹۱۷ – ۱۵ دسامبر ۲۰۰۳) مهندس هوافضا اهل ایالات متحده آمریکا بود. وی به مدت ۱۴ سال مدیر شرکت هوایی و دفاعی جنرال داینامیکس بود.